# Provincia Bocas del Toro
| Provincia Bocas del Toro               | Provincia Bocas del Toro                    |
| -------------------------------------- | ------------------------------------------- |
| Drapelul provinciei Bocas del Toro     |                                             |
| Informații generale                    |                                             |
| Nume nativ                             | Provincia de Bocas del Toro                 |
| Țară                                   | Panama                                      |
| Fondare                                | 16 noiembrie 1903                           |
| Orașe                                  |                                             |
| - Capitală                             | Bocas del Toro (7.366 loc.)                 |
| - Coordonate                           | 9°20′24″N 82°14′25″V / 9.34000°N 82.24028°V |
| - Cel mai mare oraș                    | Changuinola (31.223 loc.)                   |
| Suprafață                              |                                             |
| - Suprafață totală                     | 4.643,91 km2                                |
| Cel mai înalt punct                    | Cerro Fábrega (3.335 m)                     |
| Subdiviziuni                           |                                             |
| - Districte                            | 3                                           |
| - Corregimiente                        | 17                                          |
| Populație                              |                                             |
| - Totală                               | 125.461                                     |
| - Densitate                            | 27,3                                        |
| - Etnonim                              | bocatoreñ/o, -a                             |
| Fus orar                               | UTC−5                                       |
| ISO 3166-2                             | PA-1                                        |
| Amplasarea de Bocas del Toro în Panama |                                             |

Bocas del Toro este una din cele nouă provincii ale Republicii Panama și se află în nord-vestul a țării. Provincia are o suprafață de 4.643,91 km2 și o populație de peste 125.000 de locuitori.

## Geografie
Provincia este compusă din arhipelagul Bocas del Toro și o parte neinsulară. Provincia Bocas del Toro se învecinează la vest cu Costa Rica, la nord și la est cu Marea Caraibilor, la sud-est cu teritoriul Ngäbe-Buglé și la sud cu provincia Chiriquí. Capitala provinciei este Bocas del Toro pe insula Colón, iar cel mai mare oraș este Changuinola cu peste 30.000 de locuitori. Orașul se află aproape de la gura de vǎrsare a râului Changuinola în Marea Caraibilor.

### Arii protejate
- Parque Nacional Marino Isla Bastimentos
- Parque Internacional La Amistad

Parque Nacional Marino Isla Bastimentos (Parcul Național Marin Insula Bastimentos) se extinde pe o suprafață de peste 13.200 ha pe insula Bstimentos și câteva insule înconjurătoare mai mici. Parcul a fost fondat în 1988.
Parque Internacional La Amistad (Parcul Internațional La Amistad) se extinde pe o suprafață de 567.845 ha în Panama (majoritatea în provincia Bocas del Toro și o parte în provincia Chiriquí) și Costa Rica. Partea panameză a parcului a fost fondat pe 6 septembrie 1988. Zona în care se află parcul a fost înscris în 1983 pe lista patrimoniului natural mondial UNESCO cu o extindere în 1990.

## Districte
Provincia Bocas del Toro este împărțită în trei districte (distritos) cu 17 corregimiente (corregimientos; subdiviziune teritorială, condusă de un corregidor).
| District                   | Fondare | Suprafață [km2] | Corregimient                                                                       | Cabecera (Reședință) |
| -------------------------- | ------- | --------------- | ---------------------------------------------------------------------------------- | -------------------- |
| Districtul Bocas del Toro  | 1855    | 430,66          | Bocas del Toro, Bastimentos, Cauchero, Punta Laurel și Tierra Oscura               | Bocas del Toro       |
| Districtul Changuinola     | 1903    | 4005            | Changuinola, Almirante, Guabito, Teribe, Valle del Risco, El Empalme și Las Tablas | Changuinola          |
| Districtul Chiriquí Grande | 1970    | 208,23          | Chiriquí Grande, Miramar, Punte Peña, Punta Robalo și Rambala                      | Chiriquí Grande      |

## Galerie de imagini

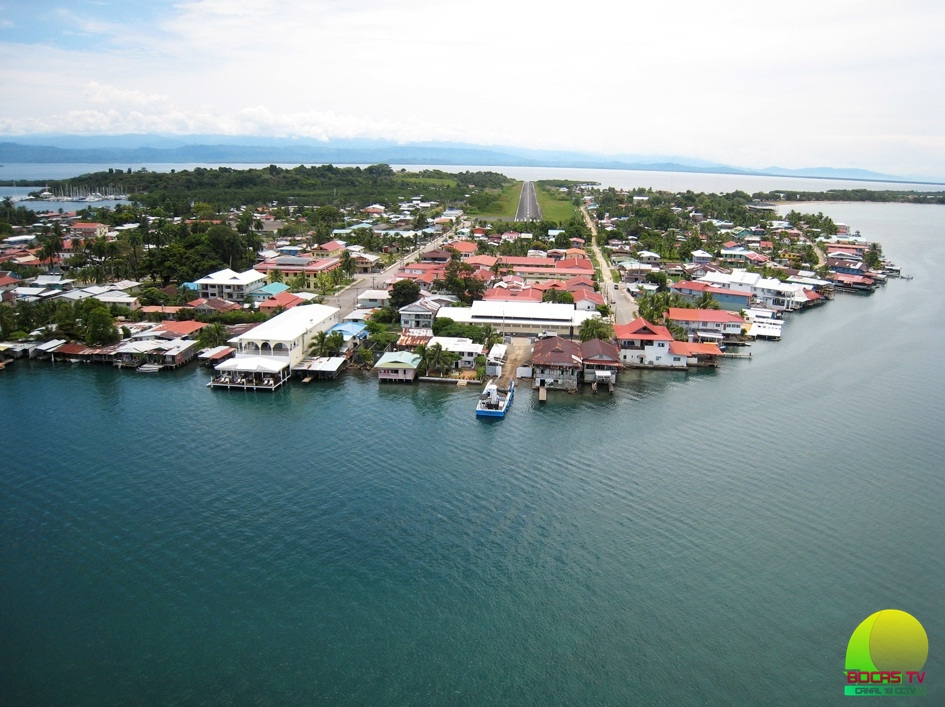
Orașul Bocas del Toro
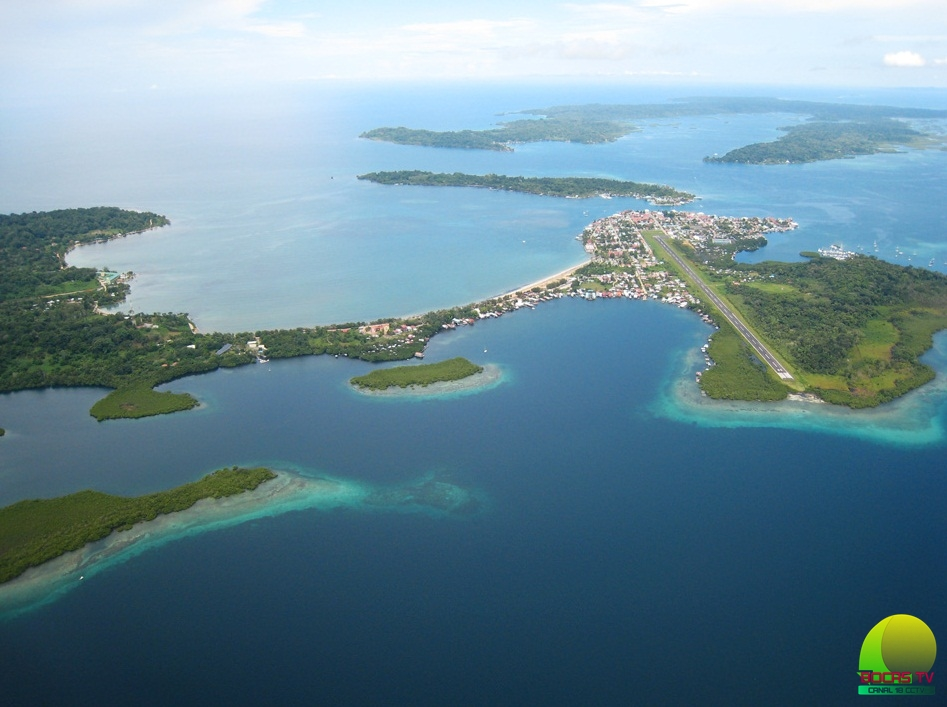
Orașul Bocas del Toro
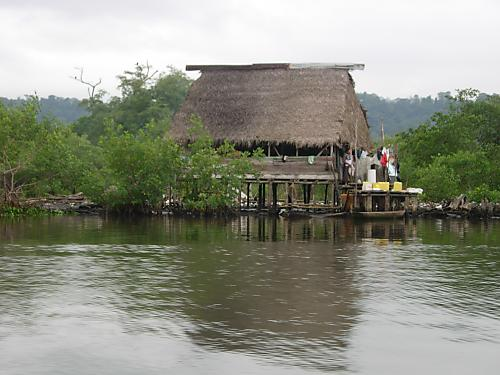
Casă în Bocas del Toro
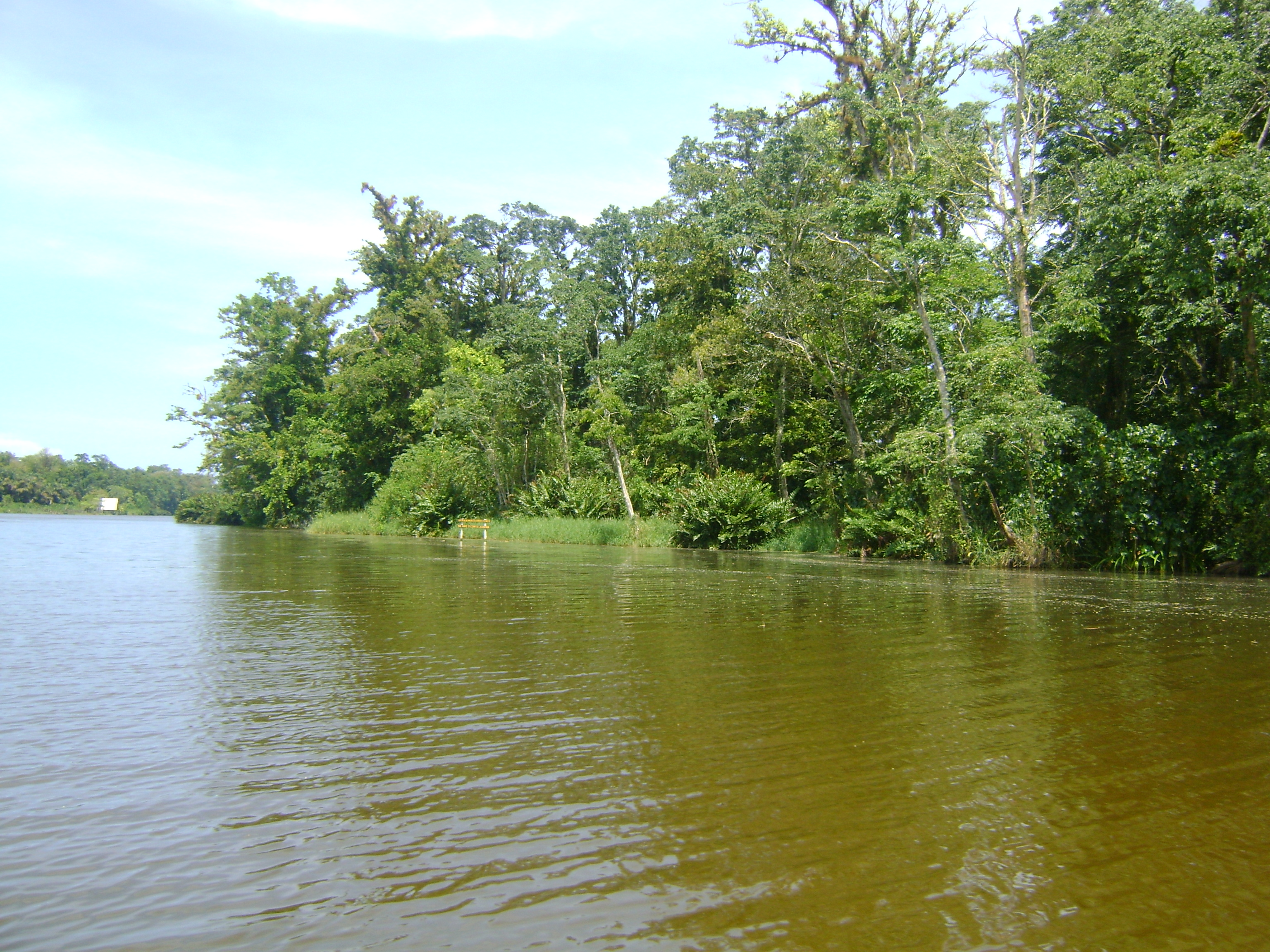
Río San San
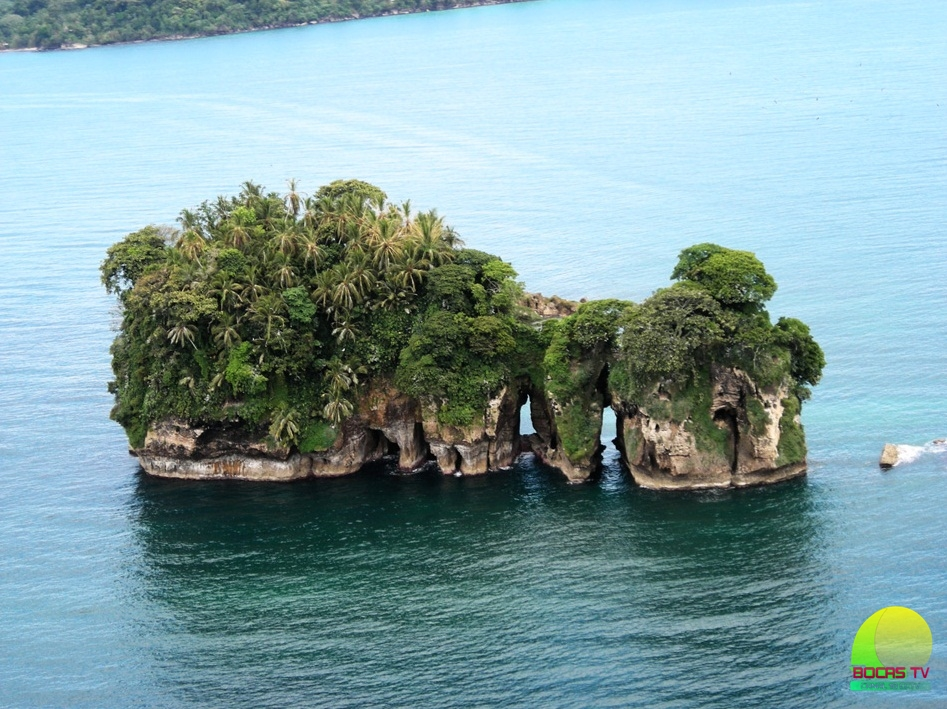
Isla de los Pájaros
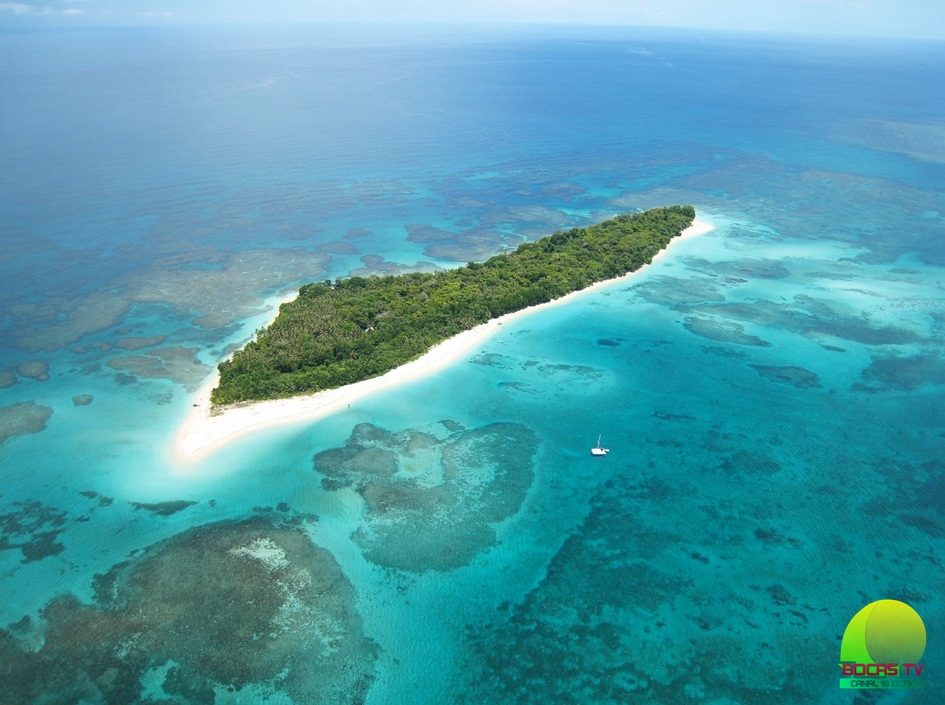
Isla Zapatilla